# Scopula syriturica
Scopula syriturica là một loài bướm đêm trong họ Geometridae.